# Erwin Tiebel
Max Erwin Tiebel (* 10. November 1903 in Dresden; † 17. August 1981 in Menden) war ein deutscher Mitarbeiter des Sicherheitsdienstes des Reichsführers SS und Agent des sowjetischen Nachrichtendienstes KGB.

## Leben
Tiebel studierte Rechtswissenschaften, trat 1933 in die NSDAP ein und war von 1934 bis 1937 als Rechtsanwalt in Radeberg tätig. 1937 wurde er Mitarbeiter des Sicherheitsdienstes des Reichsführers SS (SD) und kurze Zeit später Leiter der Dienststelle in Radeberg. Dort lernte er auch Heinz Felfe kennen. Johannes Clemens war sein Vorgesetzter als Leiter der übergeordneten SD-Dienststelle Dresden. 1943 bis 1945 arbeitete er im Reichssicherheitshauptamt, wohin ihn Clemens nachholte, und war dort Mitarbeiter im Amt VI (Auslandsnachrichtendienst) im Referat B 3 und zuständig unter anderem für die Schweiz.
Nach dem Zweiten Weltkrieg arbeitete er zunächst als Hilfsarbeiter. Später war er Büroleiter und ab 1949 Geschäftsführer in einem Bauunternehmen. Zu dieser Zeit wurde Clemens, nach dessen Entlassung aus der Kriegsgefangenschaft, sein Untermieter.
1951 bis 1961 arbeitete er für die BND-Mitarbeiter Felfe und Clemens, seine früheren Kollegen vom SD, als Kurier zum sowjetischen Nachrichtendienst KGB in Ost-Berlin.
Gemeinsam mit Johannes Clemens und Heinz Felfe wurde er am 6. November 1961 verhaftet. In seiner Vernehmung gab Tiebel zu, als Kurier für Clemens und Felfe tätig gewesen zu sein. Er hatte regelmäßig auf einem Parkplatz bei Kilometer 107 der Autobahn zwischen Helmstedt und Westberlin Unterlagen an den KGB übergeben. Tiebel hielt diese Unterlagen nach eigener Aussage für „Spielmaterial“, welches zum Zwecke des Fehlinformation und Täuschung den östlichen Geheimdiensten zugespielt wurde. Er wurde am 22. Juli 1963 vom Bundesgerichtshof wegen Landesverrats zu 3 Jahren Freiheitsstrafe verurteilt und 1964 aus der Haft entlassen. Zuletzt lebte Tiebel im westfälischen Menden. Er starb 1981.